# Anatolij Vasziljovics Demjanenko
Anatolij Vasziljovics Demjanenko (ukránul: Анатолiй Васильович Дем'яненко; Dnyipropetrovszk, 1959. február 19. –) ukrán labdarúgóedző, korábban szovjet válogatott labdarúgó.

## Pályafutása

### Klubcsapatban
Pályafutását szülővárosában a Dnipro-75 labdarúgóiskolában kezdte. 1975-ben a helyi nagy csapathoz a Dnyipro Dnyipropetrovszkhoz került, de a bemutatkozására csak az 1978-as szezonban került sor. Első idényében 20 mérkőzésen 1 gólt szerzett. 1979-ben a Dinamo Kijiv igazolta le, melynek hosszú időn keresztül volt a játékosa és egyben csapatkapitánya. 1979 és 1991 között 333 találkozón lépett pályára és 28 alkalommal volt eredményes. Többszörös szovjet bajnok, kupa- és szuperkupagyőztes. 1991-ben rövid időre a német 1. FC Magdeburg együtteséhez került, mert az 1991–92-es szezont már a lengyel Widzew Łódź színeiben töltötte. 1992-ben visszatért a Dinamo Kijivhez, mellyel ukrán bajnoki címet és kupagyőzelmet szerzett 1993-ban. 

### A válogatottban
1981 és 1990 között 80 alkalommal szerepelt a szovjet válogatottban és 6 gólt szerzett. Részt vett az 1982-es, az 1986-os és az 1990-es világbajnokságon, illetve az 1988-as Európa-bajnokságon, ahol döntőt játszottak.

## Sikerei, díjai

### Játékosként
Dinamo Kijiv
- Szovjet bajnok (5): 1980, 1981, 1985, 1986, 1990
- Szovjet kupa (4): 1982, 1985, 1987, 1990
- Szovjet szuperkupa (3): 1980, 1985, 1986
- Kupagyőztesek Európa-kupája (1): 1985–86
- Trofeo Santiago Bernabéu (1): 1986
- Ukrán bajnok (1): 1992–93
- Ukrán kupa (1): 1992–93

Szovjetunió
- Európa-bajnoki döntős (1): 1988

Egyéni
- Az U21-es Európa-bajnokság legjobb játékosa (1): 1980
- Az év ukrán labdarúgója (2): 1982, 1985
- Az év szovjet labdarúgója (1): 1985

### Edzőként
Dinamo Kijiv
- Ukrán bajnok (1): 2005–06
- Ukrán kupa (2): 2005–06, 2006–07

Nasaf
- AFC-kupa (1): 2011

## Külső hivatkozások
- Anatolij Vasziljovics Demjanenko – a FIFA adatbázisában
- Anatolij Demjanenko adatlapja a National-Football-Teams.com oldalon (angolul)

- Anatolij Demjanenko. eu-football.info